# Vokhid Shodiev
Vokhid Shodiev (Fergana, RSS de Uzbekistán, 9 de noviembre de 1986) es un exfutbolista de Uzbekistán que jugaba en la posición de delantero.

## Carrera

### Club
| Periodo   | Club                | Apariciones | Goles |
| --------- | ------------------- | ----------- | ----- |
| 2005-2007 | Zarafshon Navoi     | 0           | 0     |
| 2008      | Uz-DongJu Andijon   | 7           | 0     |
| 2008      | Sokol Uchquduk      | 0           | 0     |
| 2009      | Qizilqum Zarafshon  | 25          | 7     |
| 2010–2012 | Neftchi Farg'ona    | 24          | 0     |
| 2012–2013 | FK Buxoro           | 51          | 17    |
| 2014–2015 | FC Bunyodkor        | 42          | 13    |
| 2016      | Perak FA            | 10          | 1     |
| 2016–2017 | Qizilqum Zarafshon  | 27          | 7     |
| 2017      | FC Bunyodkor        | 10          | 4     |
| 2018      | FK Mash'al Mubarek  | 0           | 0     |
| 2019      | FK Dinamo Samarqand | 5           | 0     |
| 2019-2020 | Qizilqum Zarafshon  | 12          | 1     |

### Selección nacional
Debutó con Uzbekistán el 15 de noviembre de 2003 ante Vietnam por la clasificación para la Copa Asiática 2015, mismo partido donde anotó su primer gol con la selección nacional. Jugó en 14 ocasiones hasta 2015 y anotó tres goles; participó en los Juegos Asiáticos de 2014 y en la Copa Asiática 2015.

## Logros
- Supercopa de Uzbekistán (1): 2013

## Estadísticas

### Goles con la selección nacional
| #  | Fecha      | Sede                 | Rival          | Marcador | Resultado | Torneo                                   |
| -- | ---------- | -------------------- | -------------- | -------- | --------- | ---------------------------------------- |
| 1. | 15-11-2013 | Hanói, Vietnam       | Vietnam        | 1–0      | 3–0       | Clasificación para la Copa Asiática 2015 |
| 2. | 19-11-2013 | Hong Kong            | Hong Kong      | 1–0      | 2–0       | Clasificación para la Copa Asiática 2015 |
| 3. | 18-1-2015  | Melbourne, Australia | Arabia Saudita | 3–1      | 3–1       | Copa Asiática 2015                       |